# Joytime II
Joytime II è il secondo album in studio del DJ statunitense Marshmello, pubblicato il 22 giugno 2018.

## Descrizione
L'album si compone di 9 tracce con sonorità EDM. Il producer, un anno dopo aver rilasciato l'album, procede con il pubblicare video dei 9 singoli, annunciando così anche l'album prossimo Joytime III.

## Tracce
1. Stars – 4:06
2. Together – 4:06
3. Rooftops – 2:57
4. Check This Out – 3:39
5. Flashbacks – 2:45
6. Tell Me – 2:38
7. Paralyzed – 3:39
8. Power – 3:42
9. Imagine – 3:51